# U-146 (tàu ngầm Đức) (1940)
U-146 là một tàu ngầm duyên hải  Lớp Type II thuộc phân lớp Type IID được Hải quân Đức Quốc Xã chế tạo vào đầu Chiến tranh Thế giới thứ hai. Những tàu ngầm Type II vốn quá nhỏ để có thể tiến hành các chiến dịch cách xa căn cứ nhà, nên chúng hầu như chỉ đảm nhiệm vai trò tàu huấn luyện tại các trường tàu ngầm Đức. Được huy động do tình trạng thiếu hụt tàu ngầm sau khi xung đột bùng nổ, U-146 đã thực hiện hai chuyến tuần tra tại Bắc Hải và chung quanh quần đảo Anh, đánh chìm một tàu buôn có tải trọng 3.496 gross register tons (GRT) trước khi được rút về làm nhiệm vụ huấn luyện cho đến hết chiến tranh. Cuối cùng U-146 bị đánh đắm tại Wilhelmshaven trong kế hoạch Regenbogen vào tháng 5, 1945.

## Thiết kế và chế tạo
Phân lớp Type IID là một phiên bản mở rộng của Type IIC dẫn trước. Chúng có trọng lượng choán nước 314 t (309 tấn Anh) khi nổi và 364 t (358 tấn Anh) khi lặn); tuy nhiên tải trọng tiêu chuẩn được công bố chỉ có 250 tấn Anh (254 t). Chúng có chiều dài chung 43,97 m (144 ft 3 in), lớp vỏ trong chịu áp lực dài 29,80 m (97 ft 9 in), mạn tàu rộng 4,92 m (16 ft 2 in), chiều cao 8,40 m (27 ft 7 in) và mớn nước 3,93 m (12 ft 11 in).
Chúng trang bị hai động cơ diesel MWM RS 127 S 6-xy lanh 4 thì công suất 700 mã lực mét (510 kW; 690 shp) để đi đường trường và hai động cơ/máy phát điện Siemens-Schuckert PG VV 322/36 tổng công suất 460 mã lực mét (340 kW; 450 shp) để lặn, hai trục chân vịt và hai chân vịt đường kính 0,85 m (3 ft). Các con tàu có thể lặn đến độ sâu 80–150 m (260–490 ft). Chúng đạt được tốc độ tối đa 12,7 kn (23,5 km/h) trên mặt nước và 7,4 kn (13,7 km/h) khi lặn,  với tầm hoạt động tối đa 3.800 nmi (7.000 km) khi đi tốc độ đường trường 8 kn (15 km/h), và 35–42 nmi (65–78 km) ở tốc độ 4 kn (7,4 km/h) khi lặn.
Vũ khí trang bị bao gồm ba ống phóng ngư lôi 53,3 cm (21 in) trước mũi, mang theo tổng cộng năm quả ngư lôi hoặc cho đến 12 quả thủy lôi TMA. Một pháo phòng không 2 cm (0,79 in) cũng được trang bị trên boong tàu. Thủy thủ đoàn bao gồm 25 sĩ quan và thủy thủ.
U-146 được đặt hàng vào ngày 25 tháng 9, 1939. Nó được đặt lườn tại xưởng tàu của hãng Deutsche Werke tại Kiel vào ngày 30 tháng 3, 1940, hạ thủy vào ngày 21 tháng 9, 1940, và nhập biên chế cùng Hải quân Đức Quốc Xã vào ngày 30 tháng 10, 1940 dưới quyền chỉ huy của Hạm trưởng, Trung úy Hải quân Eberhart Hoffmann.

## Lịch sử hoạt động

### 1941

#### Chuyến tuần tra thứ nhất
U-146 khởi hành từ Kiel vào ngày 17 tháng 6, 1941 cho chuyến tuần tra đầu tiên trong chiến tranh. Nó đi đến Bắc Hải, rồi băng qua khe GIUK giữa các quần đảo Faroe và Shetland để tiến vào khu vực Đại Tây Dương về phía Tây Scotland và Ireland. Nó đã đánh chìm tàu buôn Phần Lan Pluto vào ngày 28 tháng 6, ở vị trí khoảng 100 nmi (190 km) về phía Tây Bắc quần đảo Outer Hebrides, Scotland. U-146 kết thúc chuyến tuần tra và quay trở về cảng Bergen, Na Uy vào ngày 10 tháng 7.

#### Chuyến tuần tra thứ hai
Sau khi chuyển căn cứ từ Bergen đến Kiel, I-146 lên đường vào ngày 26 tháng 7 cho chuyến tuần tra thứ hai. Nó kết thúc chuyến tuần tra mà không đánh chìm được thêm mục tiêu nào, và về đến Kiel vào ngày 11 tháng 8.

### 1942 - 1945
U-146 được rút về làm nhiệm vụ huấn luyện từ tháng 9, 1941 cho đến khi chiến tranh kết thúc. Vào giai đoạn kết thúc xung đột, theo dự định của kế hoạch Regenbogen, U-146 bị đánh đắm tại âu tàu Raeder ở Wilhelmshaven vào ngày 5 tháng 5, 1945 để tránh lọt vào tay lực lượng Đồng Minh. Xác tàu đắm được trục vớt và tháo dỡ sau chiến tranh.

### Tóm tắt chiến công
U-146 đã đánh chìm một tàu buôn tải trọng 3.496 GRT:
| Ngày             | Tên tàu | Quốc tịch | Tải trọng | Số phận      |
| ---------------- | ------- | --------- | --------- | ------------ |
| 28 tháng 6, 1941 | Pluto   | Finland   | 3.496     | Bị đánh chìm |